# Veronica Rose
Veronica Rose (8 de junho de 1911 – 25 de janeiro de 1968) foi uma atriz britânica. Foi casada com o ator Martin Walker.
Ela nasceu em Edimburgo, na Escócia.

## Filmografia selecionada
- Turkey Time (1933)
- A Cup of Kindness (1934)
- Stormy Weather (1935)
- For Valour (1937)
- Second Best Bed (1938)
- Old Iron (1938)
- Warn That Man (1943)
- Death in High Heels (1947)